# Pedro Canals
Pedro Canals es un religioso dominico español, hermano de Antonio, muerto en 1405.
Fue lector del Real convento de predicadores de Valencia y subvencionado por sus superiores pasó a París con objeto de ampliar sus conocimientos en filosofía. Obtuvo el grado de maestro y se cree que fue prior de su convento, aunque este extremo no esté comprobado.